# Heil- und Kostenplan
Ein Heil- und Kostenplan (HKP) für zahnärztlich-prothetische Leistungen stellt in Deutschland eine geplante Zahnersatz-Versorgung und deren voraussichtliche Kosten detailliert dar. Er erfüllt zweierlei Funktionen, einerseits stellt er schriftlich die zahnärztliche Leistung einer Therapieplanung dar und andererseits einen Kostenvoranschlag. Er dient der Kostentransparenz für den Zahlungspflichtigen und der Klärung, inwieweit Kosten vom Patienten, von Krankenkassen, von privaten Krankenversicherern, durch die Beihilfe oder vom Sozialamt zu tragen sind. Heil- und Kostenpläne sind für gesetzlich und privat versicherte Patienten nach unterschiedlichen Bestimmungen zu erstellen.

## Heil- und Kostenplan für gesetzlich Versicherte

### Formular
Der Vertragszahnarzt hat gemäß § 87 Abs. 1a SGB V vor Beginn der Behandlung einen kostenfreien Heil- und Kostenplan zu erstellen, der den Befund, die Regelversorgung und die tatsächlich geplante Versorgung (auch in den Fällen des § 55 Abs. Abs. 4 und 5 SGB V) nach Art, Umfang und Kosten beinhaltet. Im Heil- und Kostenplan sind Angaben zum Herstellungsort des Zahnersatzes zu machen. Der Heil- und Kostenplan ist von der jeweiligen Krankenkasse vor Beginn der Behandlung insgesamt zu prüfen.

## Befund und Planung

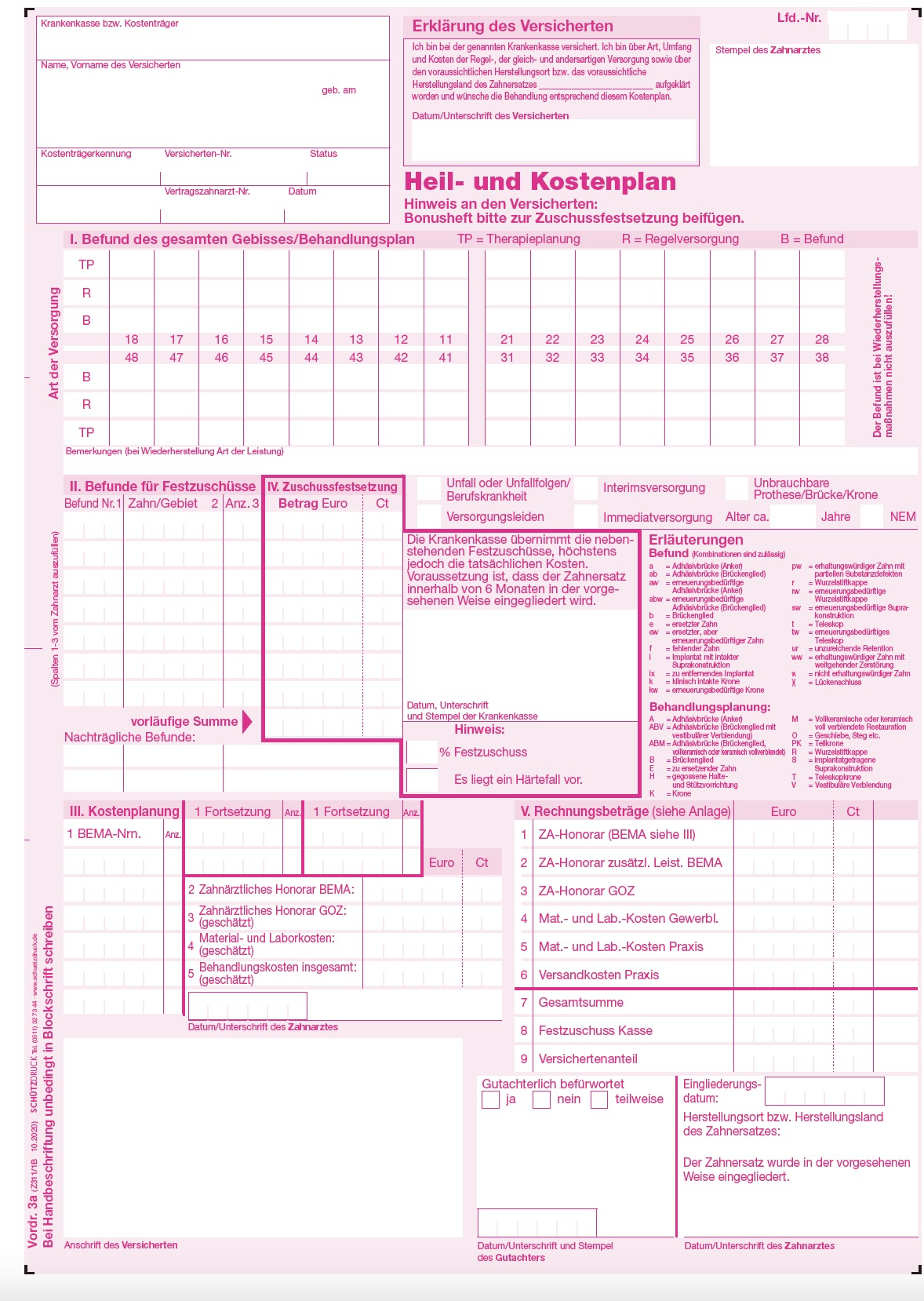
Heil- und Kostenplan für gesetzlich Versicherte, Seite 1

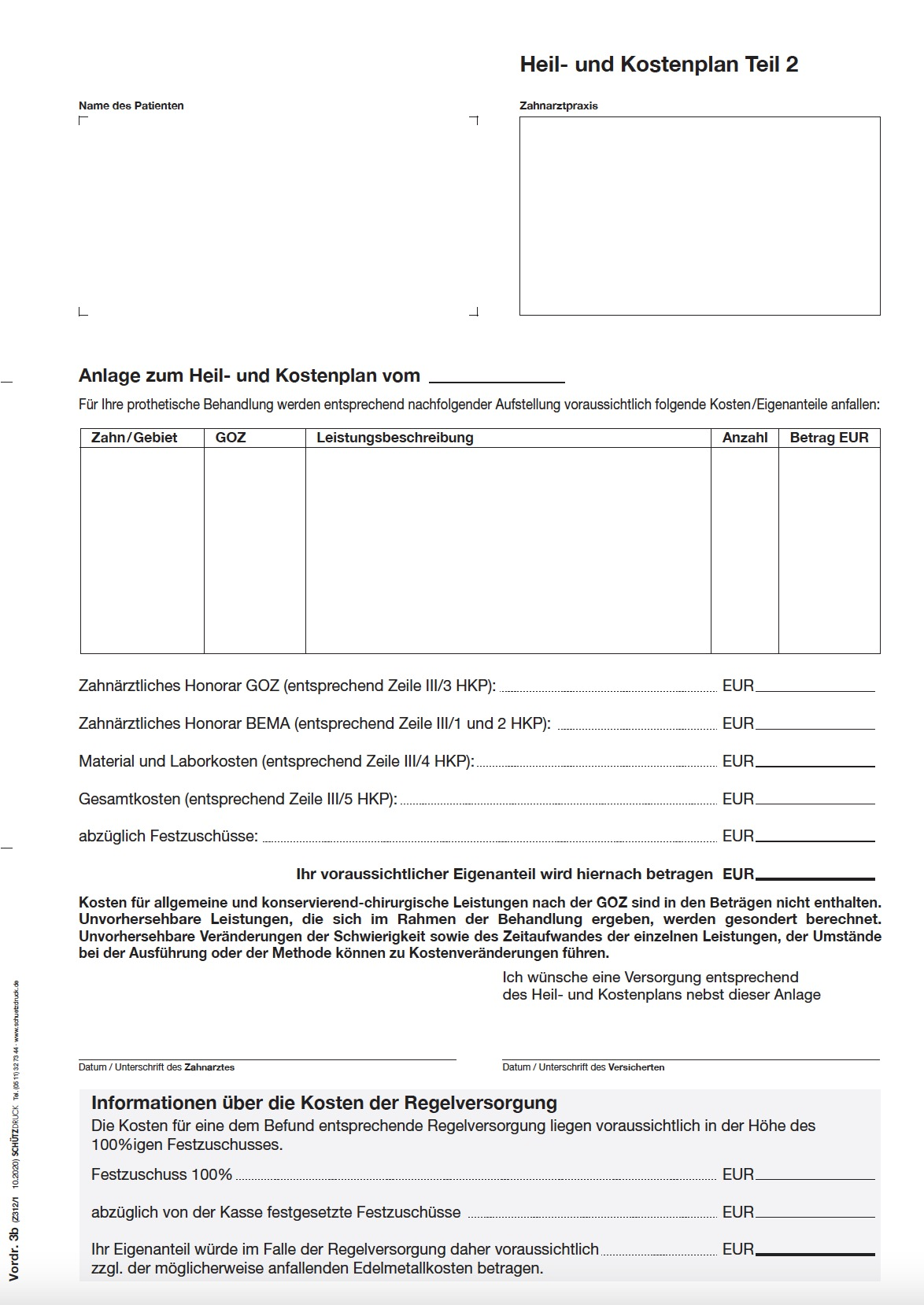
Heil- und Kostenplan für gesetzlich Versicherte, Seite 2

Ausgangspunkt ist der Befund des gesamtes Gebisses aus dem der Behandlungsplan resultiert. Dieses Feld gibt das Zahnschema des bleibenden Gebisses wieder. Mit Einführung des Festzuschusssystems zum 1. Januar 2005 richtet sich die Bezuschussung einer Krankenkasse nach dem Befund und nicht mehr nach der durchgeführten Behandlung. Der Vorteil für den Patienten ist, dass er unabhängig von der gewählten Versorgungsart seinen Anspruch auf den befundorientierten Festzuschuss behält. Deshalb ist das Befundschema jeweils für den Ober- und Unterkiefer um je zwei Zeilen erweitert: die Zeile „R“ für die „Regelversorgung“, die die Grundlage für die Erstattung darstellt und die Zeile „TP“ für „Therapieplanung“, falls eine von der Regelversorgung abweichende Therapie durchgeführt werden soll, sofern sich der Patient nicht für die Regelversorgung entscheidet. In diese Zeilen werden die Befunde und vorgesehenen Leistungen mit Kürzeln eingetragen, deren Bedeutungen auf dem Formular abgedruckt sind.
Nach der Zahnersatzberatung und der Einwilligung des Patienten in die Versorgungsform trägt der Zahnarzt in dieses Schema den aktuellen Befund (Zeile „B“) ein. In die Zeile „R“ wird die zuschussfähige Regelversorgung eingetragen. Diese Regelversorgung ist durch § 56 des Fünften Buches Sozialgesetzbuch (SGB V) und die zugehörigen Zahnersatzrichtlinien festgelegt und richtet sich sowohl nach dem Zustand und der Anzahl der vorhandenen Zähne, als auch nach deren Verteilung, also nach der Größe vorhandener Lücken. Wünscht der Patient einen über die Regelversorgung hinausgehenden Zahnersatz (gleichartige Versorgung oder andersartige Versorgung), wird der tatsächlich vorgesehene Zahnersatz zusätzlich in der Zeile „TP“ eingetragen. Außerdem trägt der Zahnarzt die geschätzten Kosten für die zahntechnischen Leistungen und die Materialkosten ein. Hierfür wird bei umfangreichem Zahnersatz vom Dentallabor ein Kostenvoranschlag angefordert.
|                      | oben rechts  | oben rechts  | oben rechts  | oben rechts  | oben rechts  | oben rechts  | oben rechts  | oben rechts  | oben links  | oben links  | oben links  | oben links  | oben links  | oben links  | oben links  | oben links  |
| -------------------- | ------------ | ------------ | ------------ | ------------ | ------------ | ------------ | ------------ | ------------ | ----------- | ----------- | ----------- | ----------- | ----------- | ----------- | ----------- | ----------- |
| TP (Therapieplanung) |              |              |              |              |              |              |              |              |             |             |             |             | KM          | BM          | KM          |             |
| R (Regelversorgung)  |              |              |              |              |              |              |              |              |             |             |             |             | KV          | B           | K           |             |
| B (Befund)           | f            |              | k            |              |              |              |              |              |             |             |             |             | ww          | x           | kw          | f           |
|                      | 18           | 17           | 16           | 15           | 14           | 13           | 12           | 11           | 21          | 22          | 23          | 24          | 25          | 26          | 27          | 28          |
|                      | 48           | 47           | 46           | 45           | 44           | 43           | 42           | 41           | 31          | 32          | 33          | 34          | 35          | 36          | 37          | 38          |
| B (Befund)           | f            |              |              |              | )(           |              |              |              |             |             |             |             |             |             |             | f           |
| R (Regelversorgung)  |              |              |              |              |              |              |              |              |             |             |             |             |             |             |             |             |
| TP (Therapieplanung) |              |              |              |              |              |              |              |              |             |             |             |             |             |             |             |             |
|                      | unten rechts | unten rechts | unten rechts | unten rechts | unten rechts | unten rechts | unten rechts | unten rechts | unten links | unten links | unten links | unten links | unten links | unten links | unten links | unten links |

Kürzelbedeutung siehe nachfolgende Tabellen. Befundkürzel werden in Kleinbuchstaben, Planungskürzel in Großbuchstaben eingegeben.
| Kürzel | Bedeutung                                               |
| ------ | ------------------------------------------------------- |
| a      | Adhäsivbrücke (Anker, Spanne)                           |
| ab     | Adhäsivbrücke (Brückenglied)                            |
| aw     | erneuerungsbedürftige Adhäsivbrücke (Anker)             |
| abw    | erneuerungsbedürftige Adhäsivbrücke (Brückenglied)      |
| b      | vorhandenes Brückenglied                                |
| e      | bereits ersetzter Zahn                                  |
| ew     | ersetzter, aber erneuerungsbedürftiger Zahn             |
| f      | fehlender Zahn                                          |
| i      | vorhandenes Implantat mit intakter Suprakonstruktion    |
| ix     | zu entfernendes Implantat                               |
| k      | vorhandene klinisch intakte Krone                       |
| kw     | erneuerungsbedürftige Krone                             |
| pw     | erhaltungswürdiger Zahn mit partiellen Substanzdefekten |
| r      | vorhandene Wurzelstiftkappe                             |
| rw     | erneuerungsbedürftige Wurzelstiftkappe                  |
| sw     | erneuerungsbedürftige Suprakonstruktion                 |
| t      | vorhandenes Teleskop                                    |
| tw     | erneuerungsbedürftiges Teleskop                         |
| ur     | unzureichende Retention                                 |
| ww     | erhaltungswürdiger Zahn mit weitgehender Zerstörung     |
| x      | nicht erhaltungswürdiger Zahn                           |
| )(     | Lückenschluss                                           |

| Kürzel | Bedeutung                                                     |
| ------ | ------------------------------------------------------------- |
| A      | Adhäsivbrücke (Anker, Spanne)                                 |
| ABV    | Adhäsivbrücke mit vestibulärer Verblendung                    |
| ABM    | Adhäsivbrücke mit keramischer Vollverblendung                 |
| B      | Brückenglied                                                  |
| BV     | Brückenglied mit vestibulärer Verblendung                     |
| BM     | Brückenglied mit keramischer Vollverblendung                  |
| E      | zu ersetzender Zahn                                           |
| H      | gegossene Halte- und Stützvorrichtung                         |
| K      | Krone                                                         |
| KV     | Krone mit vestibulärer Verblendung                            |
| KM     | Krone mit keramischer Vollverblendung                         |
| L      | aufgebrannte keramische Schulter                              |
| M      | Vollkeramische oder keramisch vollverblendete Restauration    |
| O      | Geschiebe, Steg etc.                                          |
| PK     | Teilkrone                                                     |
| R      | Wurzelstiftkappe                                              |
| S      | Implantatgetragene Suprakonstruktion                          |
| SK     | Implantatgetragene Suprakonstruktion auf Krone                |
| SKM    | Implantatgetragene Suprakonstruktion auf Krone vollverblendet |
| T      | Teleskopkrone                                                 |
| TV     | Teleskopkrone mit vestibulärer Verblendung                    |
| TM     | Teleskopkrone mit keramischer Vollverblendung                 |
| V      | Vestibuläre Verblendung                                       |
| Y      | Laborgefertigte Einlagen (Inlay)                              |
| Y1     | einflächiges Inlay                                            |
| Y2     | zweiflächiges Inlay                                           |
| Y3     | dreiflächiges Inlay                                           |

## Festzuschuss
Anhand des dokumentierten Befundes setzt die jeweilige Krankenkasse den befundorientierten Festzuschuss fest. Der Festzuschuss beträgt, seit Oktober 2020, 60 % der Kosten der Regelversorgung. Er errechnet sich aus den Gebührenpositionen für die erforderlichen Zahnersatzleistungen zuzüglich der zugehörigen Zahntechnikkosten für eine Zahnersatz-Grundversorgung. Die Festsetzung der Höhe der auf die Regelversorgung ab 1. Januar 2007 entfallenden Beträge erfolgt gemäß § 56 Abs. 4 SGB V. Für eigene Bemühungen zur Gesunderhaltung der Zähne erhöhen sich die Festzuschüsse um 10 Prozentpunkte auf 70 Prozent. Die Erhöhung entfällt, wenn der Gebisszustand des Versicherten regelmäßige Zahnpflege nicht erkennen lässt und der Versicherte während der letzten fünf Jahre vor Beginn der Behandlung die zahnärztliche Untersuchungen nicht in jedem Kalenderhalbjahr in Anspruch genommen hat und sich nach Vollendung des 18. Lebensjahres nicht wenigstens einmal in jedem Kalenderjahr hat zahnärztlich untersuchen lassen. Der Festzuschuss erhöht sich um weitere 5 Prozentpunkte auf 75 Prozent, wenn der Versicherte seine Zähne regelmäßig gepflegt und in den letzten zehn Kalenderjahren vor Beginn der Behandlung die zahnärztlichen Untersuchungen jedes Jahr ohne Unterbrechung in Anspruch genommen hat.
Kinder und Jugendliche ab dem 12. Lebensjahr müssen mindestens einen Eintrag im Rahmen der Individualprophylaxe pro Kalenderhalbjahr im Bonusheft vorweisen können.
Bei Patienten die als Härtefall (wegen nachgewiesen geringen Einkommens) gemäß § 55 SGB V eingestuft wurden, erhöht sich der Festzuschuss auf 100 %.
Die jeweilige Krankenkasse hat das Recht, den Befund und die Behandlungsplanung von einem Zahnärztlichen Gutachter überprüfen zu lassen.
Sollte sich während der Behandlung herausstellen, dass der Heil- und Kostenplan geändert werden muss, so muss dieser der Krankenkasse erneut zur Genehmigung vorgelegt werden.
Der Heil- und Kostenplan steht unter Genehmigungsvorbehalt. Wird mit einer Zahnersatzbehandlung vor Genehmigung des Heil- und Kostenplans durch die Krankenkasse begonnen, verliert der Versicherte seinen Anspruch auf einen Festzuschuss. Dies gilt auch bei Behandlungen im EU-Ausland. Ausgenommen sind unaufschiebbare Behandlungen und Reparaturleistungen an vorhandenem Zahnersatz.

### Genehmigungsfristen
Nach § 13 Abs. 3a SGB V hat eine Krankenkasse über einen Heil- und Kostenplan innerhalb von drei Wochen zu entscheiden. Im Fall, dass eine Krankenkasse ein Planungsgutachten beim Medizinischen Dienst der Krankenversicherung in Auftrag gibt, verlängert sich die Genehmigungsfrist auf fünf Wochen. Wird ein im Bundesmantelvertrag für Zahnärzte (BMV-Z) vorgesehenes zahnärztliches Gutachterverfahren durchgeführt, hat die Krankenkasse ab Antragseingang innerhalb von sechs Wochen zu entscheiden. Sofern die Krankenkasse die Fristen nicht einhält und dem Patienten nicht wichtige Gründe dafür vor Fristablauf benennt, kann sich der Patient die Leistung selbst beschaffen und die Kosten gegenüber der Krankenkasse im Wege der Kostenerstattung geltend machen. Hat jedoch die Krankenkasse vor Fristablauf dem Patienten wichtige Gründe genannt, ist keine Nachfrist vorgesehen, innerhalb derer sie eine Kostenentscheidung zu treffen hat.

### Gültigkeit
Ein von einer GKV genehmigter Heil- und Kostenplan ist ein halbes Jahr gültig. Danach kann eine Verlängerung durch die Krankenkasse angefragt werden.

### Corona-Pandemie
Heil- und Kostenpläne, die in dem Zeitraum vom 30. September 2019 bis zum 31. März 2020 von den Krankenkassen genehmigt wurden, behalten ihre Gültigkeit bis einschließlich zum 30. September 2020. Für Versorgungen, die nicht bis zum 30. September 2020 durchgeführt werden können, muss ein neuer Heil- und Kostenplan erstellt werden.

## Versorgungsarten
Es wird zwischen Regelversorgung, gleichartiger Versorgung und andersartiger Versorgung unterschieden.

### Regelversorgung
Die Regelversorgung stellt eine ausreichende, zweckmäßige und wirtschaftliche Lösung dar. Diese ist nicht unbedingt die bestmögliche und komfortabelste Zahnersatzversorgung. Der befundbezogene Festzuschuss der Krankenkassen richtet sich nach den für die Regelversorgung fest definierten Behandlungskosten. Befundbezogen bedeutet, dass der Zuschuss sich nicht nach der gewählten Versorgungsform richtet, sondern nach dem zu Grunde liegenden Zahnbefund.

### Gleichartige Versorgung
Bei der gleichartigen Versorgung handelt es sich um eine Zahnersatz-Regelversorgungsmaßnahme mit zusätzlichen Leistungen. Hierzu können beispielsweise Verblendungen des Zahnersatzes (zahnfarbener Keramik- oder Kunststoffüberzug) gehören, deren zusätzliche Kosten durch den Versicherten zu tragen sind. Die Krankenkassen zahlen auch hierfür den Zuschuss einer Regelversorgung, jedoch nicht für die zusätzlichen Leistungen, weder das Honorar, noch die Material- und Laborkosten.

### Andersartige Versorgung
Diese Art der Versorgung liegt immer dann vor, wenn es sich um Maßnahmen handelt, die vollständig von der Regelversorgung abweichen. Ist die Regelversorgung zum Ersatz fehlender Zähne eine Teilprothese, es ist jedoch ein Zahnersatz mittels Implantaten geplant, dann erstattet die Krankenkasse wiederum die Kosten für die Regelversorgung, also hier die Teilprothese. Die Mehrkosten zur Implantatversorgung hat der Versicherte zu tragen.

## Mehrkostenberechnung
Wählt der Patient eine über die zahnärztliche Regelversorgung, auf die er als Kassenpatient Anspruch hat, hinausgehende Versorgung, die in der Zeile Therapieplanung eingetragen wird, so muss er die hierdurch entstehenden Mehrkosten selbst tragen. Das zahnärztliche Honorar für die Regelversorgung wird nach dem bundeseinheitlichen Bewertungsmaßstab (BEMA) berechnet, während der Zahnarzt das Honorar für die diese Versorgung überschreitenden Leistungen nach der Gebührenordnung für Zahnärzte (GOZ) abrechnet und den Festzuschuss in Abzug bringt (§ 56 SGB V).
Dies muss auf Seite 2 des Heil- und Kostenplanes dokumentiert werden, auf dem eine Gegenüberstellung der Kosten und die Feststellung der voraussichtlichen Gesamtkosten erfolgt.

### Zahnzusatzversicherung
Zahlreiche Zahnzusatzversicherungen, die auf dem deutschen Markt angeboten werden, erstatten zusätzliche Kosten in unterschiedlicher Höhe, je nach abgeschlossenem Tarif.

## Erklärung des Versicherten
Der Versicherte hat mit seiner Unterschrift auf dem Heil- und Kostenplan zu bestätigen, dass er über Art, Umfang und Kosten der geplanten Regelversorgung, der „gleichartigen“ oder „andersartigen“ Zahnersatzversorgung aufgeklärt worden ist und eine Behandlung gemäß diesem Heil- und Kostenplan wünscht.

## Preisvergleich
Es bleibt dem Patienten unbenommen, sich bei mehreren Zahnärzten über die zu erwartenden Kosten beraten zu lassen. Es wird – soweit es die Regelversorgung betrifft und die Zahnersatzplanung dieselbe ist – kein Kostenunterschied festzustellen sein, denn das Honorar hierfür ist bundeseinheitlich festgesetzt. Bei Zusatzleistungen, sog. außervertraglichen Leistungen oder bei gleich- und andersartigen Zahnersatzversorgungen sowie bei den Zahntechnikkosten kann es zu unterschiedlichen Berechnungen kommen. Hier bildet die oben erwähnte Gebührenordnung für Zahnärzte (GOZ) und die sogenannten Steigerungsfaktoren für das zahnärztliche Honorar den Rahmen.

## Patienteninformation
Auf einer Patienten-Website bietet die Kassenzahnärztliche Bundesvereinigung (KZBV) Patienteninformationen zu Zahnersatz-Formen und den damit verbundenen Kosten – inklusive einer Übersicht über Beratungsangebote der zahnärztlichen Selbstverwaltung.

## Abrechnung
Nach der Eingliederung des Zahnersatzes dient der Heil- und Kostenplan gleichzeitig dazu, die Leistungen über die Kassenzahnärztliche Vereinigung (KZV) mit der jeweiligen Krankenkasse abzurechnen. Über den Privatanteil stellt der Zahnarzt dem Patienten eine gesonderte Rechnung unter Abzug des Festzuschusses (Krankenkassenanteils) zu. Auf dem Heil- und Kostenplan wird der Herstellungsort bzw. das Herstellungsland der Zahntechnik durch den Zahnarzt vermerkt. Gleichzeitig bestätigt der Zahnarzt, dass der Zahnersatz gemäß diesem Heil- und Kostenplan angefertigt und eingegliedert wurde.

## Heil- und Kostenplan für Privatversicherte
Für einen Privatversicherten wird ein Heil- und Kostenplan nach den Vorschriften der Gebührenordnung für Zahnärzte (GOZ) erstellt. Der Zahnarzt hat kein Vertragsverhältnis zum Kostenträger des Patienten, sei es nun eine private Krankenversicherung oder eine Beihilfestelle. Vertragspartner des Zahnarztes ist der Patient und dieser muss sich selbst um eine Erstattungszusage bemühen. Soweit vom Patienten gewünscht, kann ein gesonderter HKP für alle anderen geplanten Leistungen, beispielsweise für zahnerhaltende oder implantologische Leistungen erstellt werden. Besondere Formulare sind dafür nicht vorgesehen, jedoch sind zahlreiche Formvorschriften einzuhalten. Neben jeder einzelnen vorgesehenen Leistung müssen die voraussichtlichen Material- und Laborkosten angegeben werden. Seit Inkrafttreten der GOZ-Novelle zum 1. Januar 2012 gelten dabei zusätzliche Vorschriften für die Zahntechnikkosten:

### Privater Heil- und Kostenplan für gesetzlich Versicherte
Wünscht der Versicherte Zahnersatzleistungen oder Zusatzleistungen, die über die Regelversorgung oder den Leistungskatalog einer Krankenkasse hinausgehen, so erhält er für diese Leistungen zusätzlich zu seinem Heil- und Kostenplan für die Krankenkassenbehandlung einen privaten Heil- und Kostenplan nach den Vorschriften der GOZ (s. o.).

### Kosten
Ein privater Heil- und Kostenplan ist nach den GOZ-Nrn. 0030 bzw. 0040 kostenpflichtig. Beihilfestellen erstatten gemäß den Beihilferichtlinien die Kosten für einen privaten Heil- und Kostenplan in der Regel nicht.